# Dioscorea dumetorum
Dioscorea dumetorum là một loài thực vật có hoa trong họ Dioscoreaceae. Loài này được (Kunth) Pax mô tả khoa học đầu tiên năm 1887.